# Barranca del Teich

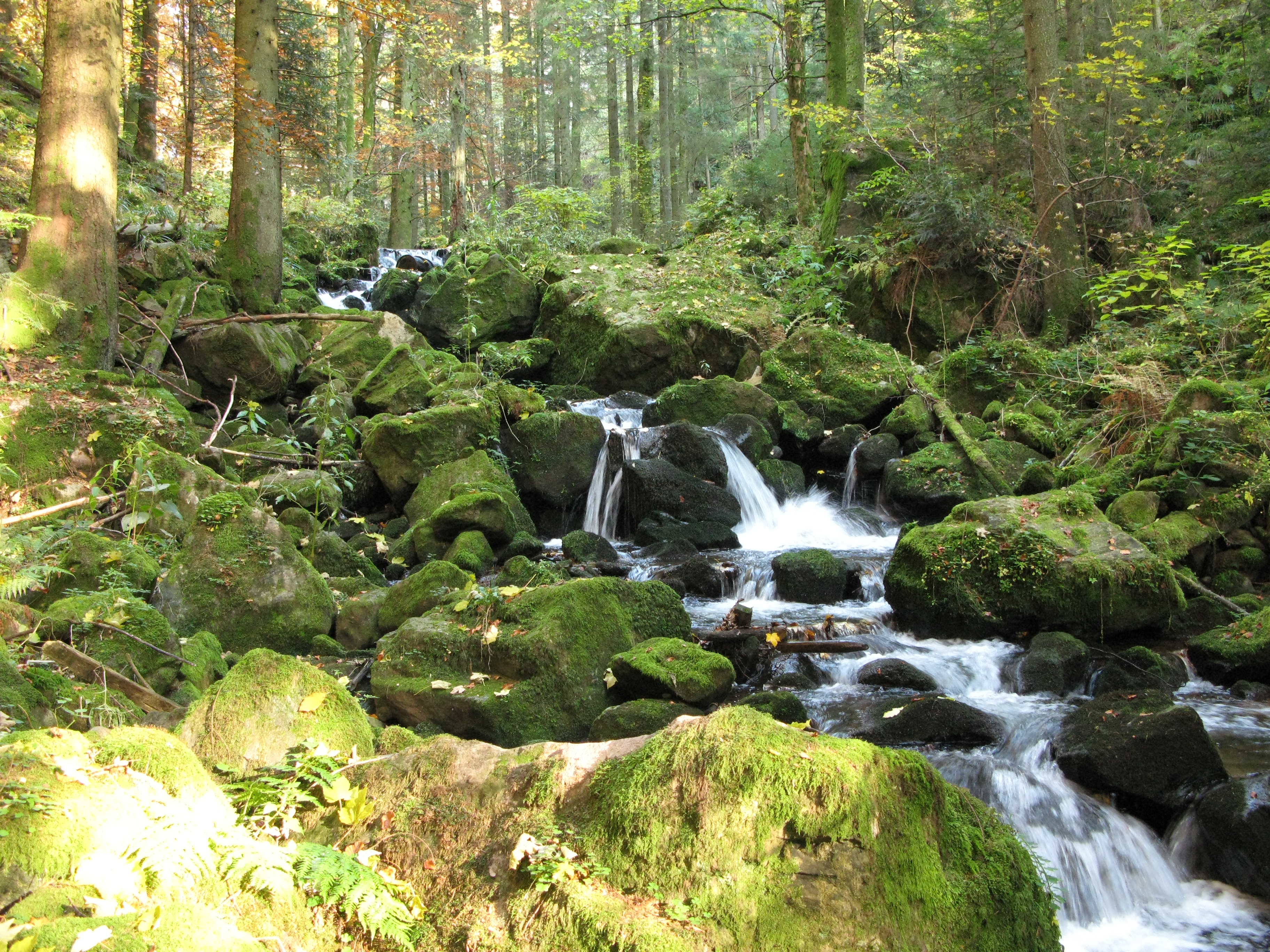
El Teichbach en la Teichschlucht

La Barranca del Teich (en alemán: Teichschlucht) es una barranca en la Selva Negra en la frontera entre Gütenbach en el distrito de Selva Negra-Baar y Simonswald en el distrito de Emmendingen en Baden-Wurtemberg, Alemania. A través del barranco fluye el arroyo Teich (en alemán: Teichbach) que nace cerca de Gütenbach y desemboca en el Gutach Salvaje en el valle.